# Svatba princezny Eugenie a Jacka Brooksbanka
Svatba princezny Eugenie a Jacka Brooksbanka proběhla 12. října 2018 v kapli sv. Jiří na hradě Windsor. Nevěsta, princezna Eugenie z Yorku, a členka britské královské rodiny, se provdala za Jacka Brooksbanka, britského obchodníka s vínem a ambassadora značky Casamigos.

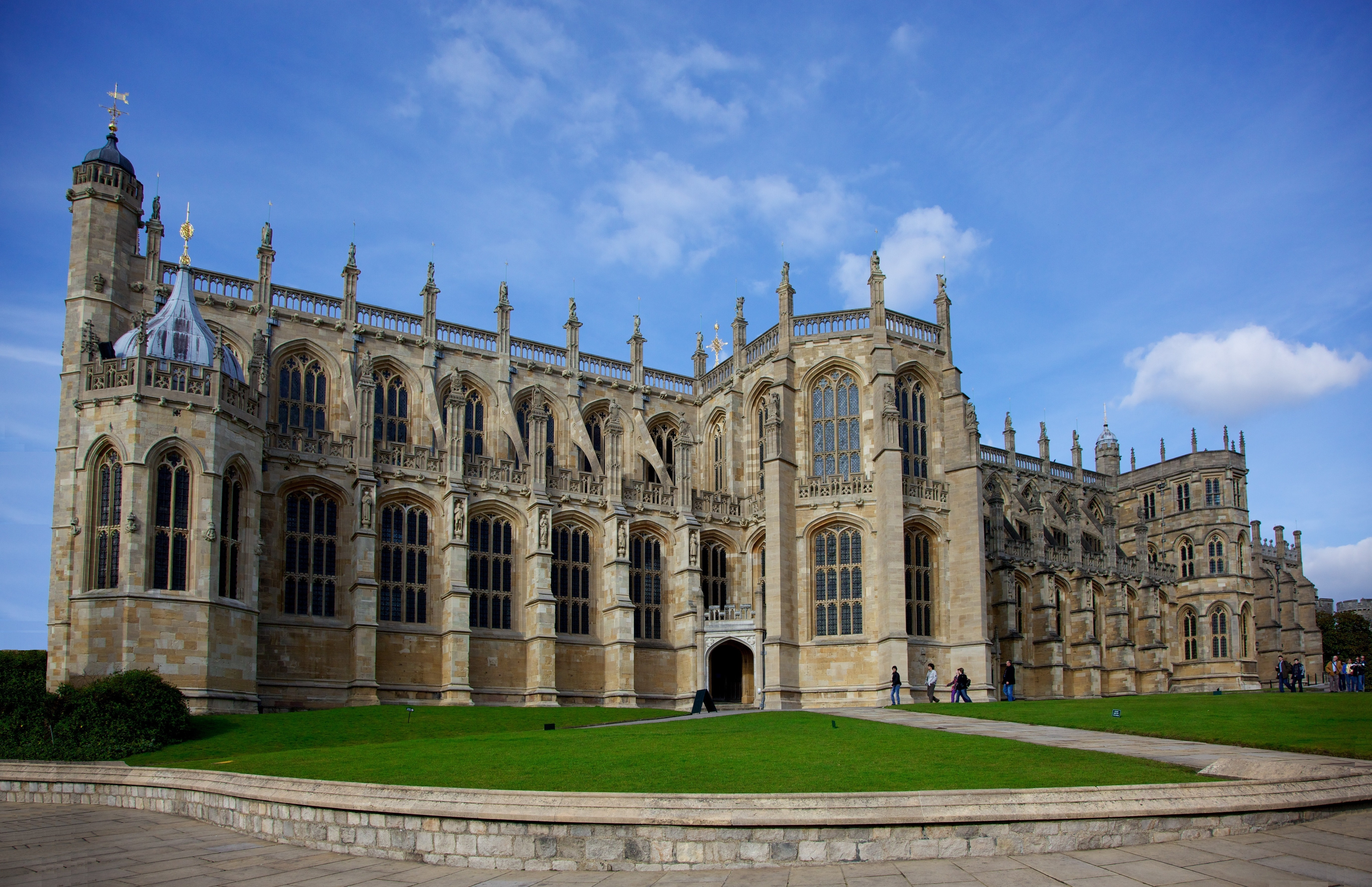
Kaple sv. Jiří na hradě Windsor